# Марково (Слатина)
Марково је насељено место у саставу града Слатине у Вировитичко-подравској жупанији, Република Хрватска.

## Историја
До територијалне реорганизације у Хрватској налазило се у саставу старе општине Подравска Слатина. Као самостално насељено место, Марково постоји од пописа 2001. године. Настало је издвајањем дела насеља Мединци.

## Становништво
На попису становништва 2011. године, Марково је имало 131 становника. За попис 1991. године, погледајте под Мединци.